# Isleta de San Juan

Isleta de San Juan från luften.

Isleta de San Juan är en 7,8 km² stor ö utanför Puerto Ricos kust och som är ansluten till fastlandet med broar och en gångbro. Där ligger Old San Juan, staden San Juans historiska kvarter. Stadsdelen Puerta de Tierra, där många av Puerto Ricos regeringsbyggnader finns, är på ön.